# جک چیسهولم
جک چیسهولم (انگلیسی: Jack Chisholm; ۹ اکتبر ۱۹۲۴ – ۲۴ اوت ۱۹۷۷) بازیکن فوتبال اهل بریتانیا بود.
از باشگاه‌هایی که در آن بازی کرده‌است می‌توان به باشگاه فوتبال شفیلد یونایتد، باشگاه فوتبال پلیموث آرگیل، باشگاه فوتبال تاتنهام هاتسپر، و باشگاه فوتبال برنتفورد اشاره کرد.